# 新韦尔梅柳
新韦尔梅柳是巴西米纳斯吉拉斯州的一个市镇。总面积113.941平方公里，总人口4551人，人口密度39.9人/平方公里。